# Lekkoatletyka na Igrzyskach Ameryki Środkowej i Karaibów 2002
Zawody w lekkoatletyce na Igrzyskach Ameryki Środkowej i Karaibów 2002 zostały rozegrane w dniach 19-30 listopada 2002 roku.

## Rezultaty

### Mężczyźni
| Konkurencja                   | 1. miejsce                                                                 | Wynik    | 2. miejsce                                                                         | Wynik    | 3. miejsce                                                                | Wynik    |
| ----------------------------- | -------------------------------------------------------------------------- | -------- | ---------------------------------------------------------------------------------- | -------- | ------------------------------------------------------------------------- | -------- |
| Bieg na 100 m                 | Dion Crabbe                                                                | 10,28    | Jesús Carrión                                                                      | 10,32    | Rolando Blanco                                                            | 10,34    |
| Bieg na 200 m                 | Juan Pedro Toledo                                                          | 20,97    | Christopher Williams                                                               | 21,04    | José Carabalí                                                             | 21,13    |
| Bieg na 400 m                 | Carlos Santa                                                               | 45,83    | Lansford Spence                                                                    | 46,31    | Juan Pedro Toledo                                                         | 46,79    |
| Bieg na 800 m                 | José Manuel González                                                       | 1:48,71  | Jermaine Myers                                                                     | 1:48,89  | Marvin Watts                                                              | 1:49,11  |
| Bieg na 1500 m                | Juan Luis Barrios                                                          | 3:43,71  | Alexander Greaux                                                                   | 3:45,75  | Michael Tomlin                                                            | 3:49,33  |
| Bieg na 5000 m                | Pablo Olmedo                                                               | 14:07,82 | Freddy González                                                                    | 14:08,45 | David Galván Bermúdez                                                     | 14:11,95 |
| Bieg na 10 000 m              | Pablo Olmedo                                                               | 28:36,67 | Teodoro Vega                                                                       | 28:42,86 | William Naranjo                                                           | 29:12,23 |
| Maraton                       | Procopio Franco                                                            | 2:17:38  | Luis Fonseca                                                                       | 2:20:13  | Juan Carlos Cardona                                                       | 2:21:27  |
| Bieg na 3000 m z przeszkodami | Alexander Greaux                                                           | 8:42,39  | Salvador Miranda                                                                   | 8:48,18  | Néstor Nieves                                                             | 8:53,56  |
| Bieg na 110 m przez płotki    | Dudley Dorival                                                             | 13,82    | Paulo Villar                                                                       | 13,94    | Ricardo Melbourne                                                         | 14,02    |
| Bieg na 400 m przez płotki    | Oscar Juanz                                                                | 50,46    | Miguel García                                                                      | 51,05    | Roberto Carvajal                                                          | 51,62    |
| Sztafeta 4 × 100 m            | Dominikana Leonardo Matos · Luis Morillo · Juan Sainfleur · Yoel Báez      | 39,41    | Wenezuela Juan Morillo · William Hernández · José Carabalí · Hely Ollarves         | 39,87    | Trynidad i Tobago Alvin Henry · Andre Brown · Shane Dyer · Dion Rodriguez | 40,08    |
| Sztafeta 4 × 400 m            | Dominikana Leonardo Matos · Carlos Santa · Gerardo Peralta · Félix Sánchez | 3:04,15  | Jamajka Germaine Myers · Christopher Williams · Michael McDonald · Lansford Spence | 3:05,40  | Wenezuela Danny Núñez · Luis Luna · Jonathan Palma · William Hernández    | 3:05,71  |
| Chód na 20 km                 | Alejandro López                                                            | 1:26:32  | Luis Fernando García                                                               | 1:27:51  | Fredy Hernández                                                           | 1:28:48  |
| Skok wzwyż                    | Gerardo Martínez                                                           | 2,18     | Omar Camacho                                                                       | 2,15     | Gilmar Mayo                                                               | 2,15     |
| Skok o tyczce                 | Dominic Johnson                                                            | 5,41     | Jorge Tienda                                                                       | 5,00     | Oscar Hernández                                                           | 4,70     |
| Skok w dal                    | Sergio Sauceda                                                             | 7,48     | José Mercedes                                                                      | 7,32     | Kevin Arthurton                                                           | 7,26     |
| Trójskok                      | Alvin Rentería                                                             | 15,57    | Johnny Rodríguez                                                                   | 15,42    | Wayne McSween                                                             | 15,12    |
| Pchnięcie kulą                | Yojer Medina                                                               | 19,63    | Manuel Repollet                                                                    | 16,93    | José Ventura                                                              | 16,46    |
| Rzut dyskiem                  | Héctor Hurtado                                                             | 55,43    | Alfredo Romero                                                                     | 52,87    | Yojer Medina                                                              | 51,98    |
| Rzut młotem                   | Raúl Rivera                                                                | 65,99    | Santos Vega                                                                        | 65,35    | Aldo Bello                                                                | 65,35    |
| Rzut oszczepem                | Manuel Fuenmayor                                                           | 75,32    | Noraldo Palacios                                                                   | 75,11    | Ronald Noguera                                                            | 74,91    |

### Kobiety
| Konkurencja                | 1. miejsce                                                                     | Wynik    | 2. miejsce                                                                 | Wynik    | 3. miejsce                                                                  | Wynik    |
| -------------------------- | ------------------------------------------------------------------------------ | -------- | -------------------------------------------------------------------------- | -------- | --------------------------------------------------------------------------- | -------- |
| Bieg na 100 m              | Liliana Allen                                                                  | 11,34    | Heather Samuel                                                             | 11,44    | Melocia Clarke                                                              | 11,57    |
| Bieg na 200 m              | Liliana Allen                                                                  | 23,34    | Norma González                                                             | 23,73    | Heather Samuel                                                              | 24,13    |
| Bieg na 400 m              | Ana Guevara                                                                    | 51,87    | Eliana Pacheco                                                             | 53,18    | Clara Hernández                                                             | 53,81    |
| Bieg na 800 m              | Letitia Vriesde                                                                | 2:04,50  | Lizaira Del Valle                                                          | 2:06,09  | Gabriela Medina                                                             | 2:06,55  |
| Bieg na 1500 m             | Dulce María Rodríguez                                                          | 4:18,91  | Korene Hinds                                                               | 4:22,03  | Bertha Sánchez                                                              | 4:27,75  |
| Bieg na 5000 m             | Dulce María Rodríguez                                                          | 16:38,92 | Bertha Sánchez                                                             | 16:39,23 | Nora Rocha                                                                  | 16:42,18 |
| Maraton                    | Isabel Orellana                                                                | 2:54:14  | Paola Cabrera                                                              | 2:56:05  | Lourdes Cruz                                                                | 2:59:46  |
| Bieg na 100 m przez płotki | Dionne Rose-Henley                                                             | 13,67    | Princesa Oliveros                                                          | 13,72    | Nadine Faustin-Parker                                                       | 13,84    |
| Bieg na 400 m przez płotki | Yvonne Harrison                                                                | 57,39    | Yamelis Ortiz                                                              | 57,52    | Princesa Oliveros                                                           | 57,72    |
| Sztafeta 4 × 100 m         | Kolumbia Digna Luz Murillo · Mirtha Brock · Melisa Murillo · Princesa Oliveros | 45,34    | Salwador Marcela Navarro · Verónica Quijano · Karla Hernández · Aura Amaya | 46,95    | Jamajka Melocia Clarke · Dionne Rose-Henley · Jenice Daley · Winsome Howell | 50,62    |
| Sztafeta 4 × 400 m         | Meksyk America Rangel · Gabriela Medina · Magaly Yánez · Ana Guevara           | 3:31,24  | Portoryko Beatriz Cruz · Yamelis Ortiz · Sandra Moya · Militza Castro      | 3:35,94  | Wenezuela Yusmelis García · Yenny Mejías · Ángela Alfonso · Eliana Pacheco  | 3:37,86  |
| Chód na 20 km              | Victoria Palacios                                                              | 1:36:16  | Rosario Sánchez                                                            | 1:36:44  | Teresita Collado                                                            | 1:42:07  |
| Skok wzwyż                 | Juana Arrendel                                                                 | 1,97     | Romary Rifka                                                               | 1,85     | Caterine Ibargüen                                                           | 1,79     |
| Skok o tyczce              | Milena Agudelo                                                                 | 3,90     | Alejandra Meza                                                             | 3,80     | Andrea Zambrana                                                             | 3,80     |
| Skok w dal                 | María Espencer                                                                 | 6,20     | Yuridia Bustamante                                                         | 6,11     | Yesenia Rivera                                                              | 6,03     |
| Trójskok                   | María Espencer                                                                 | 13,57    | Caterine Ibargüen                                                          | 13,17    | Jennifer Arveláez                                                           | 13,10    |
| Pchnięcie kulą             | Fior Vásquez                                                                   | 17,04    | Luz Dary Castro                                                            | 15,98    | Isabella Charles                                                            | 12,84    |
| Rzut dyskiem               | Luz Dary Castro                                                                | 55,11    | Flor Acosta                                                                | 48,12    | Ana Lucía Espinoza                                                          | 46,61    |
| Rzut młotem                | Amarilys Alméstica                                                             | 60,39    | Violeta Guzmán                                                             | 58,48    | Nancy Guillén                                                               | 57,10    |
| Rzut oszczepem             | Zuleima Araméndiz                                                              | 56,63    | Sabina Moya                                                                | 55,73    | Nereida Ríos                                                                | 46,51    |
| Siedmiobój                 | Francia Manzanillo                                                             | 5279     | Judith Méndez                                                              | 5261     | Nyota Peters                                                                | 4657     |

## Klasyfikacja medalowa
*   Gospodarz ( Salwador)
| Miejsce | Reprezentacja              | Złoto | Srebro | Brąz | Razem |
| ------- | -------------------------- | ----- | ------ | ---- | ----- |
| 1       | Meksyk                     | 17    | 10     | 6    | 33    |
| 2       | Dominikana                 | 8     | 3      | 2    | 13    |
| 3       | Kolumbia                   | 5     | 8      | 7    | 20    |
| 4       | Wenezuela                  | 4     | 5      | 8    | 17    |
| 5       | Portoryko                  | 3     | 9      | 3    | 15    |
| 6       | Jamajka                    | 1     | 5      | 5    | 11    |
| 7       | Gwatemala                  | 1     | 1      | 3    | 5     |
| 8       | Haiti                      | 1     | 0      | 1    | 2     |
| 9       | Brytyjskie Wyspy Dziewicze | 1     | 0      | 0    | 1     |
| 9       | Saint Lucia                | 1     | 0      | 0    | 1     |
| 9       | Surinam                    | 1     | 0      | 0    | 1     |
| 12      | Salwador*                  | 0     | 1      | 2    | 3     |
| 13      | Antigua i Barbuda          | 0     | 1      | 1    | 2     |
| 14      | Trynidad i Tobago          | 0     | 0      | 1    | 1     |
| 14      | Saint Kitts i Nevis        | 0     | 0      | 1    | 1     |
| 14      | Grenada                    | 0     | 0      | 1    | 1     |
| 14      | Gujana                     | 0     | 0      | 1    | 1     |
| 14      | Dominika                   | 0     | 0      | 1    | 1     |
| Razem   | Razem                      | 43    | 43     | 43   | 129   |